# Mestre dos Batuques
Publicado em 2024, Mestre dos Batuques é um romance do escritor angolano José Eduardo Agualusa.
1. ↑  «Mestre dos Batuques, José Eduardo Agualusa - Quetzal Editores». Porto Editora. Consultado em 20 de abril de 2025
2. ↑  «José Eduardo Agualusa: O tempo da grande corrupção em Angola acabou». www.jornaldenegocios.pt. Consultado em 20 de abril de 2025